# تلیاراتا (شهرستان تلیاراتین، داغستان)
تلیاراتا (روسی: Тлярата) یک روستا در روسیه که در شهرستان تلیاراتین از توابع داغستان و در نزدیکی مرز گرجستان و جمهوری آذربایجان واقع شده است.